# Czerwińsk nad Wisłą
Czerwińsk nad Wisłą è un comune rurale polacco del distretto di Płońsk, nel voivodato della Masovia.
Ricopre una superficie di 146,07 km² e nel 2004 contava 7 926 abitanti.